# Phéniramine
La phéniramine est un antihistaminique présentant des propriétés anticholinergiques. Elle permet de traiter les problèmes allergiques, comme l'urticaire ou les rhinites allergiques, en diminuant les rhinorrhées et les larmoiements.
Elle possède des effets sédatifs relativement importants, et peut parfois être utilisée comme une alternative en vente libre aux somnifères, à l'instar de la diphénhydramine. La phéniramine est également couramment employée dans les collyres utilisés contre les conjonctivites allergiques.
Bien qu'on puisse la trouver seule en tant que médicament, elle est généralement utilisée comme constituant d'une formulation, combinée à d'autres principes actifs : paracétamol, acide ascorbique, etc.

## Dérivés chimiques
Les dérivés de la phéniramine incluent la chlorphéniramine, la dexchlorphéniramine, dexbromphéniramine, la triprolidine, et la bromphéniramine.
Deux autres dérivés halogénés, l'iodophéniramine et la fluorphéniramine, sont actuellement testés en polythérapie pour le traitement du paludisme et de certains cancers.
L'halogénation de la phéniramine accroît son activité d'un facteur 20.

## Effets secondaires
La prise de phéniramine peut causer des somnolences, de la bradycardie, et une surdose peut entraîner des troubles du sommeil, nausée, hallucinations, vision trouble, acouphènes, confusion, tremblements…
Les personnes traitées au cortisol à long terme devraient éviter la phéniramine, car elle peut causer une baisse des niveaux d'adrénaline (épinéphrine) et entraîner une perte de connaissance.

## stéréoisomérie
La phéniramine contient un stéréocentre et se compose donc de deux énantiomères. Pratiquement c'est le racémique, c'est-à-dire le mélange 1:1 des formes ( R ) et ( S ) qui est utilisé
| Énantiomères de pheniramine | Énantiomères de pheniramine |
| --------------------------- | --------------------------- |
| numéro CAS : 56141-72-1     | numéro CAS : 23201-92-5     |